# Bromus plurinodis
Bromus plurinodis är en gräsart som beskrevs av Keng f. Bromus plurinodis ingår i släktet lostor, och familjen gräs. Inga underarter finns listade i Catalogue of Life.